# Province de Santa Cruz
Pour les articles homonymes, voir Santa Cruz.
La province de Santa Cruz est une province de l'Argentine,  en Patagonie, dans le sud du pays. Sa capitale est la ville de Río Gallegos.

## Histoire

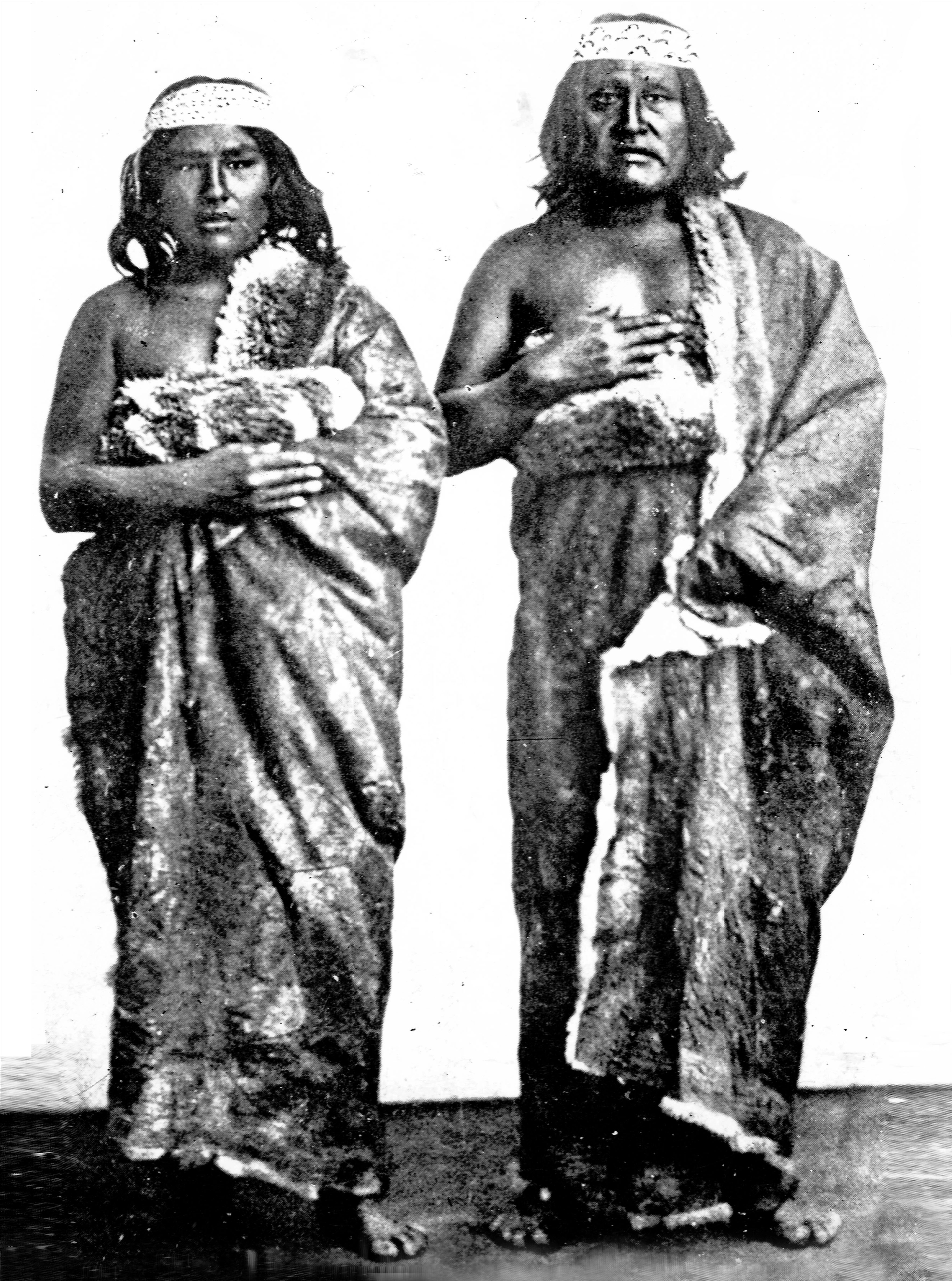
Le Cacique tehuelche Casimiro Biguá avec son fils. Il acquit la nationalité argentine et fut promu dans l'armée nationale.

### Peuplement d'origine
Plusieurs sites archéologiques sont situés au nord-ouest de la province, dans le bassin du río Deseado. Cette région regorge de grottes préhistoriques telles que celles de la Cueva de las Manos (dans le canyon du río Pinturas), de Los Toldos, de Piedra Museo et d'El Ceibo. La datation au carbone 14 révèle une occupation humaine remontant à près de 13 000 ans.
À l'arrivée des Espagnols, le territoire de la province était occupé par les Tehuelches méridionaux ou Aonikenks. Ceux-ci restèrent insoumis jusque bien après la conquête de l'indépendance par l'Argentine.

### Exploration et conquête de la province
En 1859 l'explorateur argentin Luis Piedra Buena établit sa base sur l'île Pavón (es) dans l'estuaire du río Deseado. Cette base est devenue la ville actuelle de Comandante Luis Piedrabuena (es). En 1863 Piedra Buena fonda un établissement argentin dans la baie San Gregorio, c’est-à-dire sur la côte nord du détroit de Magellan et réussit à faire adopter la citoyenneté argentine par le chef ahonikenk Casimiro Biguá. Mais, en 1864, l'État chilien force les Argentins à évacuer le détroit de Magellan. Piedra Buena fonde alors la petite localité de Las Salinas, qui est actuellement un faubourg de la ville de Puerto Santa Cruz.
En 1876, Francisco Pascasio Moreno (connu sous le nom de Perito Moreno c'est-à-dire l’expert Moreno) établit à son tour une base sur la ría (estuaire profond) du Río Deseado : c'est la localité de Puerto Deseado. En 1878, Luis Py fonde Puerto Santa Cruz, consolidant ainsi la souveraineté argentine face au Chili, alors en pleine fièvre expansionniste et qui convoitait aussi ces régions. Il est utile de rappeler qu'en 1860, l'Argentine ne comptait que 1.180.000 habitants, face au Chili qui était nettement plus peuplé avec environ 1.750.000 âmes, et qui ne connaissait pas les incessantes luttes internes meurtrières et ruineuses qui rongeait l'Argentine.
En 1880, Roca succéda à Nicolás Avellaneda comme président de l'Argentine. Il croyait qu'il était urgent et impératif de conquérir les territoires situés au sud du Río Negro. Il entreprit alors ce que l'on appela la Conquête du Désert, et ordonna la campagne de 1881 sous le commandement du colonel Conrado Villegas.
En un an ce dernier conquit le territoire de l'actuelle province de Neuquén (il atteignit ainsi le Río Limay). La campagne continua malgré la résistance des populations indigènes habitant plus au sud.
Le 9 avril 1883, les Argentins fondent la ville de Río Gallegos. En 1884, sur la demande pressante du gouvernement argentin, Antonio Oneto fonda aussi la ville de Puerto Deseado.
La dernière bataille fut livrée le 18 octobre 1884. Il s'agissait du dernier groupe rebelle qui comprenait plus de 3 000 membres, sous le commandement des caciques Inacayal et Foyel. Ils se rendirent deux mois plus tard dans l'actuelle province de Chubut, et la totalité de la Patagonie argentine, y compris la province de Santa Cruz fut dès lors soumise.
Pendant ce temps la région de la Cordillère des Andes de Santa Cruz est parcourue par Francisco Pascasio Moreno, Lucio Fontana, Carlos Moyano, Hermann Burmeister, parmi d'autres explorateurs argentins.

### Provincialisation
En 1884, la Loi des Territoires nationaux est édictée. Au début de 1888, l'existence du Territoire National de Santa Cruz est concrétisée — approximativement dans ses frontières actuelles, bien que l'Argentine revendiquât les hauts sommets de la Cordillère des Andes comme limites occidentales. La capitale fut d'abord fixée à Santa Cruz, puis, en 1904, officiellement transférée à Río Gallegos.
En 1920-1921, les travailleurs ruraux de la province de Santa Cruz firent grève pour protester contre les conditions d'exploitation des estancieros, généralement Anglais. Face à la répression des milices patronales et de la police, les ouvriers attaquèrent certaines estancias et prirent des armes. En janvier 1921, le lieutenant colonel Varela conduisit des troupes pour écraser le soulèvement. Le solde final de la répression s'éleva à 1 500 grévistes fusillés.

## Géographie
La province est située au sud de l'Argentine, entre l'océan Atlantique et la Cordillère des Andes. Elle est bordée au nord par la province de Chubut, à l'est par l'océan Atlantique (mer Argentine), au sud et à l'ouest par le Chili. Le village le plus au sud est Monte Dinero.

### Relief

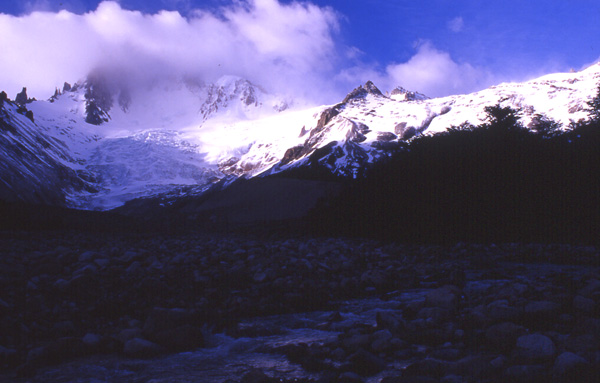
Le Cerro San Lorenzo, haut de 3706 m, est le point culminant de toute la Patagonie du sud (c.a.d. les provinces de Chubut et de Santa Cruz, plus le versant correspondant des Andes chiliennes.

Le paysage provincial se divise en deux secteurs distincts : 
- À l'ouest, la région andine se caractérise par la présence de la cordillère des Andes dénommée Andes de Patagonie. En cette section, la cordillère présente une moindre altitude que plus au nord mais a des sommets enneigés toute l'année. Parmi ceux-ci, il faut souligner le Chaltén (ou Fitz Roy) avec 3 405 m d'altitude, et le cerro San Lorenzo haut de 3 706 m, point culminant de la province. Au pied des cordons andins se trouvent de grands lacs d'origine glaciaire comme le lac Argentino, le lac Viedma, le lac San Martín et le lac Buenos Aires, avec leurs glaciers originaires du grand champ de glace de Patagonie. Dans cette région se trouve le célèbre parc national Los Glaciares et un parc moins connu, le Parc national Perito Moreno.
- Au centre et à l'est, la région dite "extraandine" où domine un relief tabulaire échelonné, avec des altitudes de plus en plus basses à mesure que l'on se rapproche de l'Atlantique. Entre les mesetas ou plateaux, il y a des dépressions, comme le Gran Bajo de San Julián. C'est là, au site appelé Laguna del Carbón, que se trouve la dépression la plus profonde d'Amérique avec ses 105 m sous le niveau des mers.

À noter encore la grande plaine surélevée centrale, délimitée par les vallées du Río Deseado au nord et du río Chico au sud. Il s'agit d'une meseta ou plateau basaltique difficilement accessible et au climat très rigoureux. Mais il s'y présente heureusement des vallées et des  cañadones plus accueillants.
Il faut ajouter que comme ailleurs tout au long de la frontière argentino-chilienne, la région andine de la province de Santa Cruz présente de nombreux volcans actifs on non, dont le volcan Viedma.

### Hydrographie
La région possède trois fleuves notables, tous trois orientés globalement d'ouest en est, des Andes vers l'Atlantique, et recueillant l'eau de fonte des glaciers :
- Le Río Santa Cruz
- Le Río Coig
- Le Río Gallegos

D'autres cours d'eau importants sont le Río Deseado, le Río Chico, et le Río Pinturas. Tous ces cours d'eau parcourent de profonds canyons appelés ici cañadons, échelonnés depuis les Andes, jusqu'à l'océan Atlantique. La province présente de nombreux paléo-bassins de fleuves disparus, certains d'entre eux réactivés lors des dégels de printemps ou après des pluies exceptionnelles.
Parmi ces paléo-bassins, deux se trouvaient sur les cartes jusqu'au milieu du XXe siècle et couraient presque parallèlement au sud du Río Deseado. La plus septentrionale a reçu les noms de Chacarmañak (nom aborigène) ou Bajos ou San Dionisio, l'autre a reçu le nom de Salado.
Parmi les nombreux lacs de la province, les plus importants sont le lac Buenos Aires, le lac Viedma, le lac Argentino, le lac Pueyrredón, le lac Belgrano et le lac San Martín. Ces grands lacs sont tous situés dans la zone occidentale ou andine de la province.
Les bassins tributaires de l'océan Pacifique sont beaucoup moins importants en extension. Parmi eux, les principaux bassins sont ceux du río Mayer, du lac San Martín, du lac Buenos Aires et du lac Pueyrredón.
Le bassin versant du río Pascua qui se jette au Chili dans l'Océan Pacifique se caractérise par une vaste chaine de lacs. Celle-ci débute par le lac Mogote, suivi par le lac Península puis le lac Volcán, dont les eaux se déversent dans le lac Belgrano par l'intermédiaire du río Volcán. Le lac Volcán communique avec le  lac Azara, lui-même tributaire du lac Nansen. L'émissaire de cette série de lacs est le río Carrera qui se jette dans le río Mayer peu avant le franchissement de la frontière chilienne par ce dernier. Au Chili, le río Mayer se jette dans le bras nord-est du lac San Martín/O'Higgins.
Enfin les eaux de cet ensemble lacustre se retrouvent dans l'émissaire de ce dernier lac, le río Pascua.
Mais il existe aussi des lacs dans la région de la meseta patagonique, au centre-ouest de la province, tels le lac Cardiel, le lac Ghio et le lac Strobel. Situés au niveau du piémont andin, ces lacs sont alimentés par les précipitations assez modérées qui arrosent les sierras préandines. La faiblesse des précipitations arrosant leur bassin en fait des systèmes endoréiques. La température de leurs eaux est bien plus élevée que celle des grands lacs andins, ils regorgent généralement de vie et sont très poissonneux.

### Climat
| Mois                     | jan. | fév. | mars | avril | mai  | juin | jui. | août | sep. | oct. | nov. | déc. | année |
| ------------------------ | ---- | ---- | ---- | ----- | ---- | ---- | ---- | ---- | ---- | ---- | ---- | ---- | ----- |
| Température moyenne (°C) | 13,4 | 13   | 10,7 | 7,5   | 3,9  | 1,4  | 0,9  | 3    | 5,6  | 8,5  | 11,1 | 12,7 | 7,6   |
| Précipitations (mm)      | 33,2 | 21,2 | 18,6 | 21,5  | 23,5 | 18,4 | 19,3 | 11,7 | 11,5 | 16,9 | 21,7 | 24,7 | 242,2 |

À l'extrémité nord-est de la province, Caleta Olivia, est située sur le golfe San Jorge. La température y est très douce à l'instar de la grande ville de Comodoro Rivadavia au Chubut, située quelques kilomètres plus au nord (12,0 °C à Caleta Olivia, contre 12,8 °C à Comodoro). C'est là une température moyenne qu'envieraient bien des Parisiens (10,8°), et encore plus de bruxellois (10,4°) ou de hambourgeois (9,4°). La température moyenne peut aussi être comparée à celle de Nantes (11,9°), et même de Bordeaux (13,7°).
| Mois                     | jan. | fév. | mars | avril | mai | juin | jui. | août | sep. | oct. | nov. | déc. | année |
| ------------------------ | ---- | ---- | ---- | ----- | --- | ---- | ---- | ---- | ---- | ---- | ---- | ---- | ----- |
| Température moyenne (°C) | 18   | 18   | 16   | 12    | 9   | 6    | 5    | 7    | 9    | 12   | 15   | 17   | 12    |
| Précipitations (mm)      | 14   | 14   | 18   | 20    | 26  | 21   | 23   | 20   | 11   | 12   | 10   | 13   | 202   |

Toujours au nord-est de la province, mais hors des limites du golfe San Jorge tout proche, à Puerto Deseado, la température accuse une brusque chute de 3 degrés par rapport à Comodoro Rivadavia, ville du Chubut, située seulement 200 kilomètres plus au nord (9,8 °C contre 12,8 °C).
| Mois                     | jan. | fév. | mars | avril | mai | juin | jui. | août | sep. | oct. | nov. | déc. | année |
| ------------------------ | ---- | ---- | ---- | ----- | --- | ---- | ---- | ---- | ---- | ---- | ---- | ---- | ----- |
| Température moyenne (°C) | 15,1 | 15   | 13,4 | 10,6  | 6,7 | 3,8  | 3,4  | 5,1  | 7,2  | 10   | 12,7 | 14,2 | 9,8   |
| Précipitations (mm)      | 22,3 | 16,7 | 15,7 | 24    | 30  | 26   | 27   | 16,7 | 13,7 | 11,7 | 10   | 15,7 | 229,5 |

À Los Antiguos, petite ville sise au nord-ouest, au pied des Andes, dans le département de Lago Buenos Aires, construite sur la rive sud du lac Buenos Aires, à proximité de la frontière du Chili et à 248 mètres d'altitude, le climat est déjà assez frais et de plus très sec, ce qui tranche nettement avec la température d'une ville comme Calela Olivia, située exactement à la même latitude, mais sur la côte atlantique il est vrai...(9,0 °C contre 12,0 °C). Si l'on compare cependant avec la ville de Paris (10,8 °C au vingtième siècle, passés à 12 °C de moyenne depuis l'an 2000), on ne peut trouver ce climat désagréable. Bien exposée au soleil du nord, la ville enregistre pas moins de 4 681 heures de soleil annuellement, contre pas plus de 1 725 heures à Paris. Et puis, il faut y ajouter un air extrêmement pur...
| Mois                     | jan. | fév. | mars | avril | mai | juin | jui. | août | sep. | oct. | nov. | déc. | année |
| ------------------------ | ---- | ---- | ---- | ----- | --- | ---- | ---- | ---- | ---- | ---- | ---- | ---- | ----- |
| Température moyenne (°C) | 15   | 15   | 12   | 9     | 5   | 3    | 2    | 4    | 6    | 9    | 12   | 14   | 9     |
| Précipitations (mm)      | 12   | 7    | 16   | 25    | 48  | 40   | 52   | 39   | 24   | 13   | 10   | 10   | 295   |

Source : Weatherbase - Los Antiguos
À Gobernador Gregores, ville en rapide expansion située au centre du plateau patagonique, le climat est sec et frais. La température moyenne annuelle y est de 8,5 °C. On peut comparer ce chiffre à celui de Bruxelles (10,4 °C) ou de Munich (7,8 °C), ou encore de Paris (10,8 °C). Avec cependant des températures maximales pouvant excéder 30 °C, le climat de la région peut être qualifié de semi-continental et frais, sans plus.
| Mois                     | jan. | fév. | mars | avril | mai | juin | jui. | août | sep. | oct. | nov. | déc. | année |
| ------------------------ | ---- | ---- | ---- | ----- | --- | ---- | ---- | ---- | ---- | ---- | ---- | ---- | ----- |
| Température moyenne (°C) | 14,1 | 14,5 | 12,3 | 9     | 4,5 | 0,8  | 1,1  | 3,4  | 6,4  | 9,4  | 12,3 | 14,2 | 8,5   |
| Précipitations (mm)      | 28,5 | 17,5 | 13   | 9     | 24  | 15,5 | 17   | 10,5 | 10,5 | 14,5 | 10,5 | 14,5 | 185   |

El Calafate, ville en forte croissance située sur la rive sud du lac Argentino, porte d'entrée du fameux parc national Los Glaciares, connait elle aussi un climat extrêmement sec, typique du semi-désert du plateau de Patagonie.

## Voies d'accès

### Voie routière

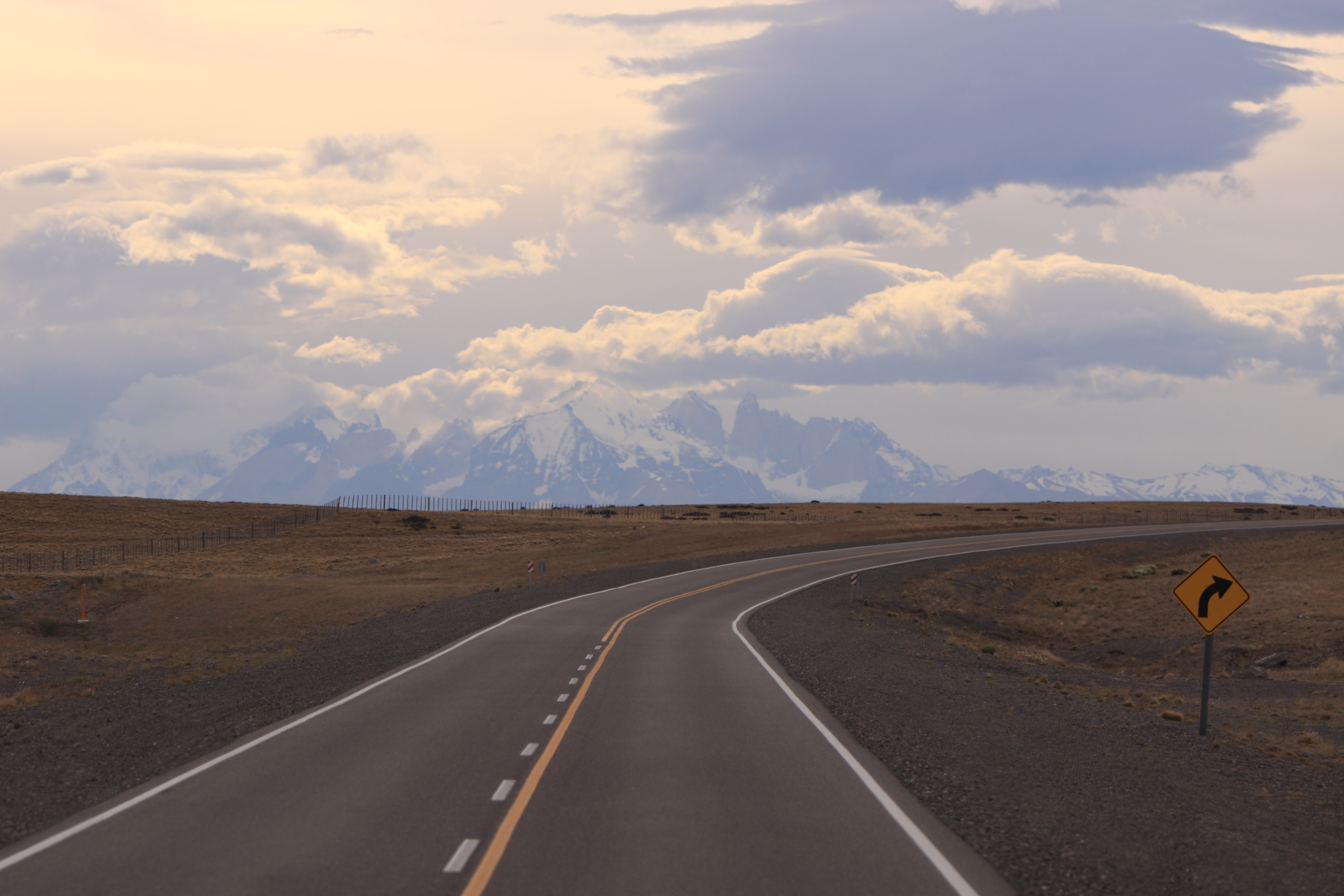
La Cordillère Paine, Chili, vue depuis la route nationale 40 en province de Santa Cruz, Argentine.

La province est traversée dans sa partie orientale, du nord au sud, par la route nationale 3 qui relie Buenos Aires à l'ensemble de la côte est de la Patagonie, via les villes de Bahia Blanca et de Viedma. Cette route permet un accès facile aux stations balnéaires, ports et zones protégées de la côte atlantique de la province.
À l'ouest, le long de la frontière chilienne, la route nationale 40 suit un trajet nord-sud également, mais au pied des Andes, et ici entre la petite ville de Perito Moreno (au nord-ouest de la province de Santa Cruz) et l'extrémité sud de la route au sud-est de la capitale provinciale, Río Gallegos. Cette grand-route longue au total de plus de 5 500 kilomètres est renommée pour la beauté des régions traversées et les parcs nationaux auxquels elle donne accès.
D'est en ouest une grand-route relie ces deux dorsales, la route nationale 288. Celle-ci relie d'est en ouest le port de Puerto Santa Cruz sur la Mer Argentine, avec la route nationale 40, au niveau de la petite ville de Tres Lagos.

### Voie aérienne
L'absence de liaisons ferroviaires, non rentables dans cette vaste région sous-peuplée, et la pauvreté du réseau routier, ont rendu l'avion  presque indispensable.
Río Gallegos possède un aéroport de taille internationale, l'Aéroport international Piloto Civil Norberto Fernández (code IATA RGL - code OACI SAWG), (piste de 3,5 km), situé à 3–4 km à l'ouest de la ville. Pendant des années, Río Gallegos fut une escale obligée des Boeing 747 des Aerolíneas Argentinas qui réalisaient des vols transpolaires depuis Buenos Aires vers la Nouvelle-Zélande et l'Australie .
La ville d'El Calafate a aussi son aéroport, l'Aéroport international Comandante Armando Tola (code IATA FTE - OACI SAWC), situé 15 km à l'est du centre-ville (piste de 2,5 km)
La ville de Perito Moreno a un aéroport (code IATA PMQ - code OACI SAWP), dénommé Aéroport Jalil Hamer, et situé à 7 km au nord-est de la ville,. Longueur de piste 1 700 m.

### Voie ferroviaire
La province est dotée de deux vois ferrées.

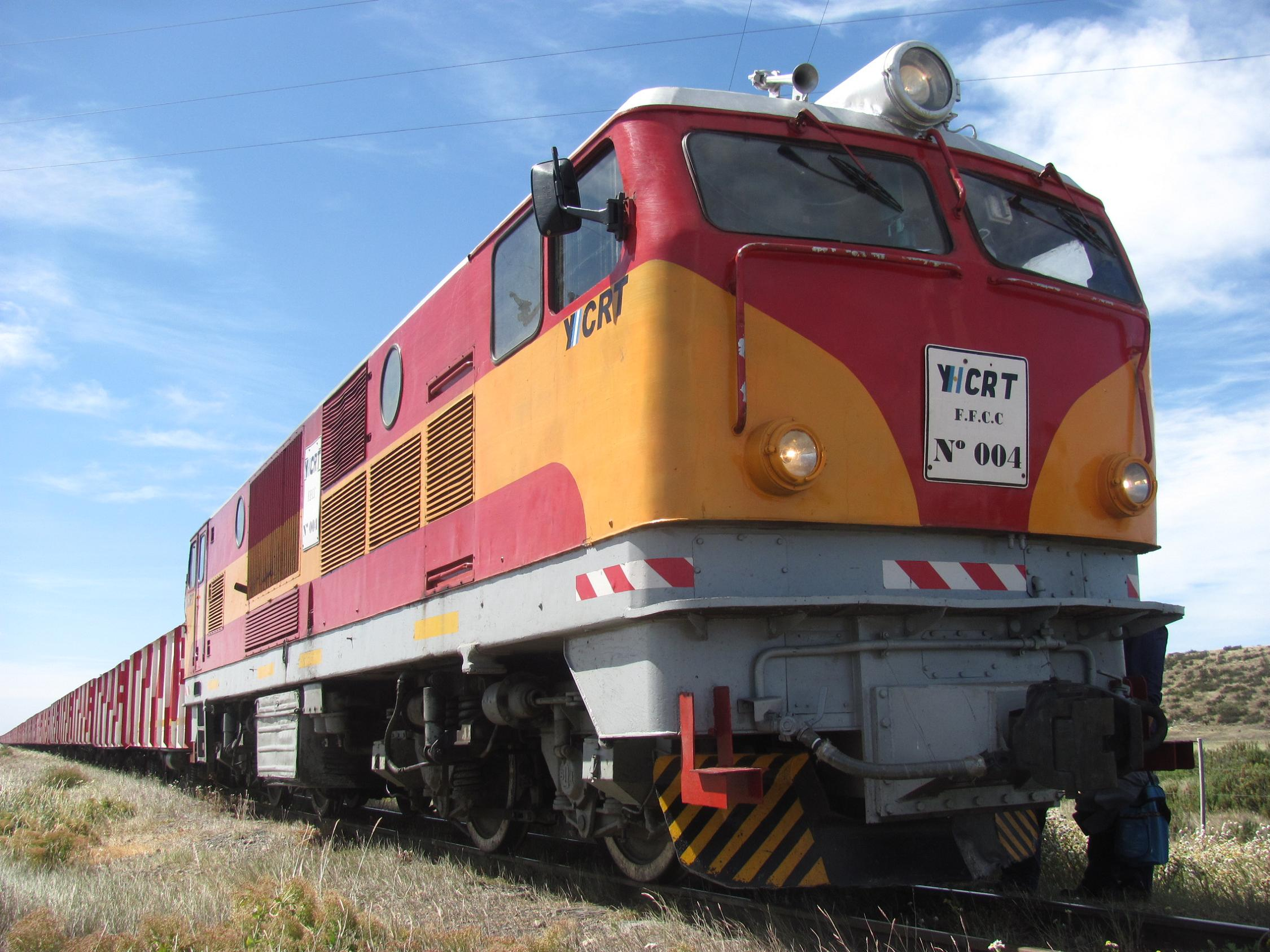
Locomotive FAUR No 004 du chemin de fer de Río Turbio, en 2013. Fabriquée en Roumanie.

#### Chemin de fer de Río Turbio
Le Chemin de fer de Río Turbio (Ramal Ferro-Industrial de Río Turbio), est une voie ferrée importante de la province. De voie étroite (750 mm), il appartient à la société YCF (Yacimientos Carboníferos Fiscales, actuellement YCRT). Il relie le port de Punta Loyola à l'est sur l'Océan Atlantique, avec la mine de charbon de Río Turbio à l'ouest, dans la Cordillère des Andes, près de la frontière chilienne.
Il ne sert qu'au transport de marchandises. Son trajet, tout au sud de la province, longe la frontière chilienne, orientée est-ouest à ce niveau. Sa longueur est de 285 km.

#### Ligne Puerto Deseado-Las Heras
En janvier 1978 l'ancienne ligne Puerto Deseado-Las Heras fut fermée. C'était la ligne passagers la plus australe du monde.
La gare de Las Heras fut de plus détruite presque complètement par un incendie en 1995.
En 2008 cependant on annonça sa réouverture pour le transport de charges. Cependant en 2015 la gare n'était pas encore reconstruite malgré le démarrage des travaux de restauration de la ligne, ceci dû à l'occupation illégale de terrains à Las Heras.
Enfin en 2016 les travaux de réhabilitation permirent à un premier engin de circuler entre les gares de Truncado et de Las Heras.

### Ports
Avec plus de 1 000 kilomètres de côtes, la province est largement ouverte vers l'océan. La population étant largement centrée sur le littoral, on y a créé plusieurs ports (à vocation pêchière principalement).
Puerto Santa Cruz, dans le département de Corpen Aike, possède depuis 1978 un port de mer important, le Puerto de Punta Quilla. Le port, devenu deuxième port de pêche du pays après Puerto Madryn en province de Chubut, est situé sur la rive sud du ria du río Santa Cruz, à 17 km en aval de la ville de Puerto Santa Cruz et à 4,5 km de l'embouchure de ce fleuve dans la mer argentine. L'inauguration du port date de 1978, et depuis lors il est devenu un important port d'outre-mer.
Puerto Deseado possède le nouveau port de Caleta Paula. Inauguré en 1998, il est fréquenté par des navires de haute mer et des bateaux de la société CONARPESA.

## Subdivisions
La province de Santa Cruz est subdivisée en sept départements :

|  | Département       | Superficie (km2) | Population (2001) | Population (2010) | Chef-lieu           | Carte des départements |
|  | ----------------- | ---------------- | ----------------- | ----------------- | ------------------- | ---------------------- |
|  | Corpen Aike       | 26 350           | 7 942             | 11 080            | Puerto Santa Cruz   |                        |
|  | Deseado           | 63 784           | 72 953            | 107 064           | Puerto Deseado      |                        |
|  | Güer Aike         | 33 841           | 92 878            | 112 117           | Río Gallegos        |                        |
|  | Lago Argentino    | 37 292           | 7 500             | 18 896            | El Calafate         |                        |
|  | Lago Buenos Aires | 28 609           | 6 223             | 9 483             | Perito Moreno       |                        |
|  | Magallanes        | 19 805           | 6 536             | 8 933             | Puerto San Julián   |                        |
|  | Río Chico         | 34 262           | 2 926             | 4 951             | Gobernador Gregores |                        |
|  | Total province    | 243 943          | 196 958           | 272 524           | Río Gallegos        |                        |

## Région patagonique
Depuis 1996, la province de Santa Cruz fait partie d'un des quatre groupes de province de l'Argentine : la Région de Patagonie ou Région patagonique (Región Patagónica )
Celle-ci fut créée par le traité signé à Santa Rosa le 26 juin 1996. Ses buts sont exprimés dans l'article 2 du traité. Il y est dit que la région aura comme objectif général la promotion du développement humain et le progrès économique et social, en renforçant les autonomies provinciales dans la disponibilité de leurs ressources et l'accroissement de leur potentiel productif.
Les provinces qui ont intégré la Région de Patagonie sont La Pampa, Neuquén, Río Negro, Chubut, Santa Cruz et Terre de Feu, Antarctique et Îles de l'Atlantique Sud, y compris le sous-sol, la mer Argentine adjacente et l'espace aérien correspondant.

## Villes principales
(Entre parenthèses, la population recensée en 2010)
- Río Gallegos (95 796 habitants)
- Caleta Olivia (51 733) : cette ville-champignon au climat très doux, qui n'existait pas avant la Seconde Guerre mondiale, doit son essor à la richesse en hydrocarbures de la zone environnante. C'est aussi un important port de pêche doté d'un chantier naval, et un centre touristique sur le littoral atlantique. Les estimations pour 2015 sont de 71 030 habitants.
- Pico Truncado (20 889), située à 53 km de Caleta Olivia. Dénommée localement « Truncado »[21], c'est une ville pétrolière sise sur le plateau sec de Patagonie, dans le département de Deseado.
- Puerto Deseado (14 183)
- Las Heras (17 821)
- Río Turbio (8 814)
- Puerto San Julián (7 894)
- El Calafate (16 655) est située sur la rive sud du lac Argentino, à 80 km du glacier Perito Moreno et à 320 km à l'ouest de Río Gallegos. Ville-champignon grâce au tourisme, elle serait déjà la troisième ville de la province en 2018. Elle doit sa notoriété au fait de sa proximité avec le parc national Los Glaciares (c.a.d. aussi le glacier Perito Moreno, le glacier Upsala et le cerro Fitz Roy) et avec le parc national Torres del Paine, au Chili tout proche.
- Perito Moreno (4 617)
- Puerto Santa Cruz (4 431)
- Gobernador Gregores (4 497)
- Los Antiguos (3 363) : située sur un versant bien ensoleillé sur la rive sud du lac Buenos Aires, et bénéficiant d'apport d'air doux du Pacifique, la ville est au centre d'une zone d'agriculture fruitière intensive, spécialement de cerises, fraises, framboises, salsepareille et pommes. Cela lui a valu le titre de Capitale nationale de la Cerise.

## Population

### Démographie
Depuis 1895, la population de la province a évolué comme suit :
|                        | 1895      | 1914      | 1947       | 1960       | 1970       | 1980       | 1991       | 2001       | 2010       |
| ---------------------- | --------- | --------- | ---------- | ---------- | ---------- | ---------- | ---------- | ---------- | ---------- |
| Province de Santa Cruz | 1 058     | 9 948     | 42 880     | 52 908     | 84 457     | 114 941    | 159 839    | 196 958    | 272 524    |
| Total Argentine        | 4 044 911 | 7 903 662 | 15 893 811 | 20 013 793 | 23 364 431 | 27 949 480 | 32 615 528 | 36 260 130 | 40 091 359 |
| Pourcentage            | 0,026     | 0,125     | 0,269      | 0,264      | 0,361      | 0,411      | 0,490      | 0,543      | 0,680      |

L'Institut argentin des statistiques et des recensements (INDEC), estimait la population de la province à 217 402 habitants en 2003. Les résultats provisoires du recensement de 2010 affichaient une hausse spectaculaire de 38,3 % par rapport au recensement précédent effectué 9 ans plus tôt.
La croissance démographique a été fulgurante tout au long du XXe siècle. En 1895, il n'y avait qu'un bon millier d'habitants qui peuplaient ce territoire plus vaste que la Roumanie ou le Royaume-Uni. Il est vrai que les Indios Bravos (Indiens non soumis) n'étaient pas inclus dans ce maigre chiffre, mais ces derniers, décimés par la récente conquête du Désert n'étaient plus que quelques centaines. Plus récemment, la population de la province a plus que doublé depuis le début des années 1980, et affiche ainsi un rythme d'accroissement fortement supérieur à la moyenne du pays.
Enfin la robuste natalité observée dans la province (4 062 naissances en 2000, et déjà 4 708 en 2004, soit un taux de 22,4 pour mille, l'un des plus élevés du pays), ainsi que la mise en valeur de ses importantes ressources naturelles, laisse entrevoir une poursuite de la croissance démographique accélérée dans les prochaines décennies.

### Évolution prévue jusqu'en 2040
Les dernières prévisions de l'INDEC concernant les prochaines décennies prévoient pour 2040 une population provinciale de 547 960 habitants, pour une population totale du pays de 52 778 477 personnes la même année. On prévoit donc un accroissement de la population provinciale de l'ordre de 100 %, soit bien plus que l'accroissement  total argentin qui ne serait que d'un peu plus de 31 % en trente ans.
Résumé de l'évolution du chiffre de la population, selon les prévisions de l'INDEC, concernant les prochaines décennies jusque 2040 :
|                        | 2001       | 2010       | 2020       | 2030       | 2040       |
| ---------------------- | ---------- | ---------- | ---------- | ---------- | ---------- |
| Province de Santa Cruz | 196.958    | 272.524    | 365.698    | 456.620    | 547.960    |
| Total Argentine        | 36.260.130 | 40.091.359 | 45.376.763 | 49.407.265 | 52.778.477 |

### Les Amérindiens
Dans la province de Santa Cruz subsiste une minorité de Tehuelches appelés aussi Aonikenks ou plus simplement Patagons. Ceux-ci qui peuplaient historiquement la province vécurent tout au long du XIXe siècle un enfer.
À partir de la seconde moitié de ce siècle, eurent lieu des rapts de groupes de tehuelches afin d'être exhibés comme des animaux de cirque et contre leur volonté dans des pays comme : la Belgique, la Suisse, l'Allemagne, la France ou l'Angleterre. La famille pour laquelle ces faits sont les mieux connus fut celle d'un chef Tehuelche appelé Pitioche, qui fut capturé avec sa femme et son fils. Ces faits sont relatés dans le livre Zoológicos humanos de Christian Báez et Peter Mason.
Mais l'ultime désastre fut pour eux le génocide appelé Conquête du désert, qui fut mené par des soudards hors de contrôle, sous la houlette du président Julio Argentino Roca. Les hommes furent souvent massacrés et les femmes emmenées en exil à Buenos Aires pour y subir un quasi esclavage.
Au début du XXe siècle, il n'en subsistait que quelques centaines. Aujourd'hui, le recensement de 2010 en Argentine a révélé l'existence de 27 813 personnes qui se reconnaissaient comme tehuelches dans l'ensemble du pays, dont 2 615 dans la province du Santa Cruz, soit seulement 1 % de la population totale.
Note : Ces informations ont été reprises de l'article de Wikipédia en espagnol Tehuelches.

## Flore
Mise à part une mince frange andine à l'ouest , c'est la steppe arbustive froide et sèche qui prédomine dans la province.

### Flore andine
La région bien arrosée est notamment le domaine des nothofagacées, ou faux-hêtres, tels que Nothofagus pumilio, Nothofagus antarctica, Nothofagus dombeyi et Nothofagus betuloides. On y trouve aussi des conifères comme l' adesmia pinifolia (appelé aussi leña amarilla ou colimamil) ou l' Austrocedrus chilensis (cyprès de la Cordillère).

### Flore de la steppe patagonique
Les espèces prédominantes sont le quilembay (Chuquiraga avellanedae), le colapiche (Nassauvia glomerulosa), Nassauvia ulicina, les coirons amargos (Stipa speciosa, Stipa humilis, et Stipa neaei), le Poa ligularis, l' Ameghinoa patagonica, l' algarrobito patagónico (Prosopis patagonica), Prosopis denudans, la mata torcida (Nardophyllum obtusifolium), la Verbena ligustrina, la Verbena tridens, la Verbena aurantiaca, la mata laguna (Lycium ameghinoi), le calafate (Berberis buxifolia) ainsi que le Grindelia chiloensis, l' Haplopappus diplopappus, l' Euphorbia portulacoides, le Pleurophora patagonica, etc.
Sur les pentes des collines on trouve d'autres espèces telles que: Colliguaya integerrima, Senecio filaginoides, Brachyclados caespitosus, Ameghinoa patagonica, Fabiana patagonica, Mulinum spinosum, Chuquiraga aurea, Anarthrophyllum rigidum, Pleurophora patagonica, Acantholippia seriphioides et Mulguraea tridens.
Dans les zones riches en sel dominent les steppes halophiles avec: Prosopis patagonica, Prosopis flexuosa, Lycium ameghinoi, Frankenia patagonica, Atriplex sagittifolia, Atriplex lampa, etc.
Près des côtes on peut voir : Spartina densiflora, Lepidophyllum cupressiforme et différentes espèces d' Atriplex.

## Faune

### Faune andine
Plusieurs dizaines de mammifères autochtones habitent la région de la Cordillère. Le prédateur dominant est le puma (Puma concolor). Parmi les autres félidés on rencontre le colocolo (Leopardus colocolo), qui figure sur les listes nationales comme espèce menacée. Le kodkod - appelé ici gato huiña -  (Oncifelis guigna), autre félin menacé, a trouvé refuge en ces régions. On trouve également le chat de Geoffroy (Leopardus geoffroyi). Comme représentants des canidés, on peut observer le petit renard gris d'Argentine (Lycalopex griseus) et le renard de Magellan ou renard des Andes (Lycalopex culpaeus).
On trouve également le petit tatou appelé pichi (Zaedyus pichiy), la  belette de Patagonie (Lyncodon patagonicus), la moufette de Patagonie (Conepatus humboldtii), le tuco-tuco (Ctenomys), et la viscache des montages ou pilquín (Lagidium viscacia), qui vit dans les zones escarpées. Cette viscache est exclusive de la région andine et est différente de la viscache des plaines (Lagostomus maximus) qui habite les pampas.
Les guanacos abondent (Lama guanicoe) et sont particulièrement fréquents autour du lac Belgrano. Enfin il faut noter la présence de deux cervidés autochtones : le huemul (Hippocamelus bisulcus), très menacé, qui a trouvé refuge notamment dans le parc national Perito Moreno ; en hiver, il descend dans les vallées à la recherche de nourriture, et le cerf nain pudu (Pudu puda).
De nombreux oiseaux habitent ou fréquentent la région andine de la province. On a recensé 115 espèces rien qu'au sein du parc national Perito Moreno dont cinq y nidifient. Citons le grèbe mitré (macá tobiano) (Podiceps gallardoi), menacé d'extinction. Également menacé, le faucon pèlerin (Falco peregrinus) survole la région. On rencontre le condor des Andes (Vultur gryphus) jusqu'au plus haut des montagnes. Il faut encore mentionner la buse aguia ou buse bleue du Chili (Geranoaetus melanoleucus), le diuca gris (Diuca diuca). Le pic de Magellan (Campephilus magellanicus) se voit dans la forêt andine. Près des lacs et dans les lagunes les flamants du Chili sont fréquents (de l'espèce Phoenicopterus chilensis), de même l'ouette de Magellan (Chloephaga picta), différentes espèces de canards (Anas spp.) comme le brassemer de Patagonie (Tachyeres patachonicus) et la nette demi-deuil (Netta peposaca), des grèbes (Podiceps spp.), etc. Enfin on note la présence du cygne à cou noir (Cygnus melancoryphus) et du cygne coscoroba ou coscoroba blanc (Coscoroba coscoroba).
Dans les lacs et rivières des Andes on a recensé 26 espèces de poisson dont une dizaine non indigènes. Parmi les espèces autochtones, les plus importantes sont la mal nommée « truite créole » qui est en fait la perche Percichthys trucha (es), et le « pejerrey
patagónico » Odontesthes hatcheri (es) (poisson fort proche de son cousin du Paraná, Odontesthes bonariensis, mais plus sombre et moins grand). Tous deux sont recherchés pour la pêche sportive.
Dès le début du XXe siècle, on a introduit en Patagonie pour les besoins de la pêche sportive, des espèces non autochtones telles l'omble de fontaine ou truite mouchetée (Salvelinus fontinalis), l'omble du Canada ou truite grise  ou truite de lac (Salvelinus namaycush), la truite fario (Salmo trutta), la truite arc-en-ciel (Oncorhynchus mykiss), le saumon argenté (Oncorhynchus kisutch) et le saumon royal (Oncorhynchus tshawytscha). Toutes ces espèces se sont parfaitement bien adaptées et font aujourd'hui la joie des pêcheurs encore assez rares, qui risquent l'aventure dans certains coins reculés de la province. La taille atteinte par certains exemplaires est parfois impressionnante, tels ces ombles du Canada dépassant les vingt kilos.
Parmi les espèces autochtones moins intéressantes pour la pêche, il faut citer les poissons-chats Hatcheria macraei (es) et Trichomycterus areolatus (es), les « peladillas » Aplochiton zebra et Aplochiton taeniatus (en), le « puyén grande » (Galaxias platei (es)) et le « puyén chico » (Galaxias maculatus). Ces espèces ont été largement supplantées par les espèces d'origine étrangère auxquelles elles servent souvent de proie.

### Faune du plateau patagonique

#### Mammifères
Parmi les mammifères du plateau central de la province, il faut citer le puma, le lièvre de Patagonie ou mara, et la Moufette de Patagonie. Deux espèces de faux-renards sont présents sur toute l'étendue de cette meseta sèche de la province, le renard de Magellan ainsi que le renard gris d'Argentine; également présent, le chat de Geoffroy ou gato montés.

#### Oiseaux
L'Amérique du Sud est incontestablement un paradis des oiseaux et la meseta ou plateau central de la province de Santa Cruz en est un bel exemple.
De nombreux oiseaux résident ou fréquentent quantité de lacs et lagunes dont la zone regorge et notamment la meseta du lac Strobel, région située au pied des Andes et littéralement farcie de lagunes de toutes tailles, ou aussi la laguna Los Escarchados.
Parmi les oiseaux observés, il faut citer : le brassemer de Patagonie (Tachyeres patachonicus), le canard spatule (Anas platalea), le canard à queue pointue (Anas georgica), le canard de Chiloé (Anas sibilatrix), le canard huppé (Lophonetta specularioides), le coscoroba blanc (Coscoroba coscoroba), le cygne à cou noir (Cygnus melancoryphus), le flamant du Chili (Phoenicopterus chilensis), la foulque leucoptère (Fulica leucoptera), la foulque à jarretières (Fulica armillata), le goéland dominicain (Larus dominicanus), le grèbe de Rolland (Rollandia rolland), le grèbe aux belles joues (Podiceps occipitalis), le grèbe mitré (Podiceps gallardoi), l'ouette de Magellan (Chloephaga picta), le phalarope de Wilson (Phalaropus tricolor), la sarcelle tachetée (Anas flavirostris), la nette demi-deuil (Netta peposaca), l'érismature ornée (Oxyura vittata) et l'érismature des Andes (Oxyura ferruginea). 

Parmi les oiseaux migrateurs, donc non résidents mais seulement de passage dans ces régions, on remarque la pluvianelle magellanique (Pluvianellus socialis) et le pluvier des Falkland (Charadrius falklandicus). Moins fréquemment, on peut également observer le héron garde-bœufs (Bubulcus ibis), le condor des Andes (Vultur gryphus), l'ouette à tête grise (Chloephaga poliocephala), la buse aguia (Geranoaetus melanoleucus), la buse tricolore (Buteo polyosoma), le caracara à gorge blanche (Phalcoboenus albogularis), le faucon pèlerin (Falco peregrinus), le pluvier de d'Urville (Charadrius modestus), le pluvier oréophile (Oreopholus ruficollis), le bécasseau à croupion blanc (Calidris fuscicollis), le bécasseau de Baird (Calidris bairdii), l'attagis de Gay (Attagis gayi), l'attagis de Magellan (Attagis malouinus), le thinocore de d'Orbigny (Thinocorus orbignyianus), le thinocore de Patagonie (Thinocorus rumicivorus), la tourterelle oreillarde (Zenaida auriculata) et la colombe à ailes noires (Metriopelia melanoptera).

### Faune côtière
La zone côtière de la province est d'une grande richesse faunistique et constitue pour les amateurs une destination touristique de choix. Les côtes sont abondamment peuplées de nombreux mammifères marins et d'oiseaux de toute sorte, attirés par l'abondance de poissons qui peuplent ces mers froides.

#### Mammifères marins
La faune littorale comporte notamment le lion marin ou otarie à crinière (Otaria flavescens), l'otarie à fourrure australe (Arctocephalus australis), le marsouin de Burmeister (Phocoena spinipinnis), et comme phoque, l'énorme éléphant de mer austral (Mirounga leonina). On peut aussi rencontrer le redoutable léopard de mer (Hydrurga leptonyx).
Dans les eaux qui bordent le littoral provincial, les cétacés sont particulièrement abondants, comme la baleine franche australe (Eubalaena australis), l'énorme baleine bleue (Balaenoptera musculus) (le plus grand des animaux vivant sur Terre), l'orque (Orcinus orca), la fausse orque (Pseudorca crassidens). On peut observer divers delphinidés, et parmi eux le dauphin de Commerson (Cephalorhynchus commersonii) localement appelé tonina overa, le dauphin aptère austral (Lissodelphis peronii), des lagénorhynques (lagénorhynque sablier, dauphin de Peale (Lagenorhynchus australis), lagénorhynque obscur appelé aussi dauphin obscur), le globicéphale noir (globicephala melas edwardi).

#### Avifaune marine
L'avifaune des côtes de la province est assez riche. Dans la ría Deseado par exemple (estuaire du río Deseado dans la région nord-est de la province), on note la présence d'au moins 34 espèces d'oiseaux, ceci du à l'abondance des nutriments apportés par les marées.
Parmi les oiseaux, on peut voir plusieurs espèces de manchot : manchot de Magellan (Spheniscus magellanicus), manchot papou (Pygoscelis papua) et manchot royal (Aptenodytes patagonicus). Les gorfous sont présents, tels le gorfou sauteur et le gorfou doré (Eudyptes chrysolophus). Trois espèces de cormorans nidifient dans les escarpements de la côte : le cormoran impérial, le cormoran de Gaimard et le cormoran de Magellan. Il existe aussi d'importantes colonies de goélands (appelés gaviotas), et notamment de goélands dominicains (Larus dominicanus) et de goélands de Scoresby (Leucophaeus scoresbii). Ce dernier se rencontre en grand nombre au niveau du Ría Deseado. Présentes également trois espèces de labbe, encore appelé skua ou stercoraire : le labbe du Chili (Catharacta chilensis), le labbe de McCormick (Stercorarius maccormicki) et le labbe antarctique (Stercorarius antarcticus), le brassemer à tête blanche (Tachyeres leucocephalus ou pato vapor), et l'huîtrier de Garnot (Haematopus leucopodus).
On note également, dans la ría Deseado, la présence du Pétrel géant (Macronectes giganteus), de la sterne hirundinacée (Sterna hirundinacea) , du héron cocoi (Ardea cocoi). On remarque aussi le coscoroba blanc (Coscoroba coscoroba), le brassemer de Patagonie (Tachyeres patachonicus), le canard huppé (Lophonetta specularioides), le grand Grèbe (Podiceps major), le grèbe aux belles joues (Podiceps occipitalis), le bihoreau gris ou héron bihoreau (Nycticorax nycticorax), l'huîtrier de Garnot (Haematopus leucopodus), la sterne caugek (Sterna sandvicensis eurygnatha), le fulmar argenté (Fulmarus glacialoides), le puffin fuligineux (Puffinus griseus), le cygne à cou noir (Cygnus melanocorypha), l'ouette de Magellan (Chloephaga picta), le caracara à gorge blanche (Phalcoboenus albogularis), la mouette de Patagonie (localement gaviota capucho café) (Larus maculipennis), l'huîtrier noir (Haematopus ater) et le petit Chevalier (Tringa flavipes). 

Le condor des Andes (Vultur gryphus) est également présent
Dans le Réserve provinciale Península San Julián, on peut observer la présence de nombreuses espèces d'oiseaux, dont le nandou de Darwin (Rhea pennata), le tinamou élégant (Eudromia elegans), le tinamou de Patagonie (Tinamotis ingoufi), l'ouette de Magellan (Chloephaga picta), le busard bariolé (Circus cinereus), la buse aguia (Geranoaetus melanoleucus), le pluvier de d'Urville (Charadrius modestus), le thinocore de Patagonie (Thinocorus rumicivorus), la géositte à bec court (Geositta antarctica), la géositte mineuse (Geositta cunicularia), l'upucerthie des buissons (Upucerthia dumetaria), l'annumbi rougequeue (Eremobius phoenicurus), le cacholote à gorge blanche (Pseudoseisura gutturalis), le tyran ventilé au chocolat (Neoxolmis rufiventris), le dormilon à ventre roux (Muscisaxicola capistratus), le dormilon bistré (Muscisaxicola maclovianus), le phrygile à tête grise (Phrygilus gayi), le phrygile petit-deuil (Phrygilus fruticeti) et le sicale de Patagonie (Sicalis lebruni).

#### Ichtyofaune
L'abondance de plancton dans la mer argentine est à la base d'une ichtyofaune particulièrement riche et variée.
On y trouve l'abadèche rose (Genypterus blacodes), l'anchois argentin (Engraulis anchoita), le thon, le pagre commun ou pagre rouge (Pagrus pagrus), le more têtard (Salilota australis), le grenadier gros yeux (Macrourus carinatus), le grenadier fouet (Coelorhynchus fasciatus), la légine antarctique (Dissostichus mawsoni), le tambour rayé ou huaquil (Micropogonias furnieri), le percis à demi bandes (Pseudopercis semifasciata).
Dans la mer argentine, il y a aussi des requins. Ceux-ci ne sont pas dangereux pour l'homme. On peut ainsi voir le requin-hâ ou milandre (Galeorhinus galeus), le plus pêché et plat de choix pour les gastronomes, le requin-taureau (Odontaspis taurus) qui fréquente le nord de la province (golfe San Jorge), le requin gatopardo (Notorynchus cepedianus), et le requin gatuzo (Mustelus schmitti).
On trouve aussi la merluze (merluccius hubbsi) - poisson d'une grande valeur commerciale -, la légine australe (Dissostichus eleginoides) - à la chair tendre et fondante -, le grenadier patagonien (Macruronus magellanicus), le sauteur parone (Parona signata), , la masca laboureur ou pez gallo (Callorhinchus callorynchus) et le merlan bleu austral (Micromesistius australis), le róbalo patagónico (Eleginops maclovinus), la sardine fueguine (Sprattus fuegensis), les pejerreys de mer (Odonthestes smitti, Odonthestes nigricans, Odontesthes argentinensis), la nonotenia coluda (Patagonotothen ramsayi), le pez palo (Percophis brasiliensis). On trouve aussi le saumon du Pacifique (Oncorhynchus tshawytscha), importé du Pacifique nord.

#### Crustacés et mollusques
Les espèces de fruits de mer particulièrement pêchées sur le littoral de la province sont les langoustines patagoniques (Pleoticus muelleri), le crabe royal de Patagonie (Lithodes santolla), les moules (Mytilus edulis) dont les cholgas (Aulacomya atra), la célèbre coquille Saint-Jacques (Zygochlamys patagonica), les bivalves Chlamys, les huîtres (Ostrea), les "pulpitos" (Octopus tehuelchus), le crabe royal de Patagonie (Lithodes santolla), les cangrejos de arena (Ovalipes trimaculatus), entre autres.

## Principales aires protégées
Les principales aires protégées de la province sont :
- Parc national Los Glaciares, le plus vaste d'Argentine avec ses 539 300 hectares, soit 5,393 kilomètres carrés.
- Parc national Perito Moreno, au nord du parc Los Glaciares, est fort mal connu.
- Parc national Patagonia, le plus récent des parcs nationaux argentins, créé en 2015. Situé au nord-ouest de la province, au sud du lac Buenos Aires
- Parc national Monte León
- Parc national Bosques Petrificados de Jaramillo
- Réserve provinciale géologique Laguna Azul
- Bahía Onelli
- Reserva natural provincial intangible Bahía Laura
- Cueva de las Manos. La grotte et son contenu ont été déclarés Patrimoine culturel de l'Humanité par l'Unesco.
- Parque interjurisdiccional marino Isla Pingüino
- Réserve naturelle Cabo Vírgenes, créée pour la protection de quelque 200.000 manchots de Magellan.
- Lago del Desierto (également connu sous le nom Laguna del Desierto)
- Ría de Puerto Deseado
- Reserve Laguna Los Escarchados
- Réserve naturelle Cabo Blanco
- Réserve provinciale Península San Julián
- Parc provincial Península de Magallanes
- Cueva del Gualicho

## Archéologie
- Sur le site du parc national Bosques Petrificados de Jaramillo, on a retrouvé des pointes de flèches. Les chasseurs-cueilleurs d'il y a plus de 10.000 ans, ont confectionné ces armes à l'aide de fragments de bois pétrifié.

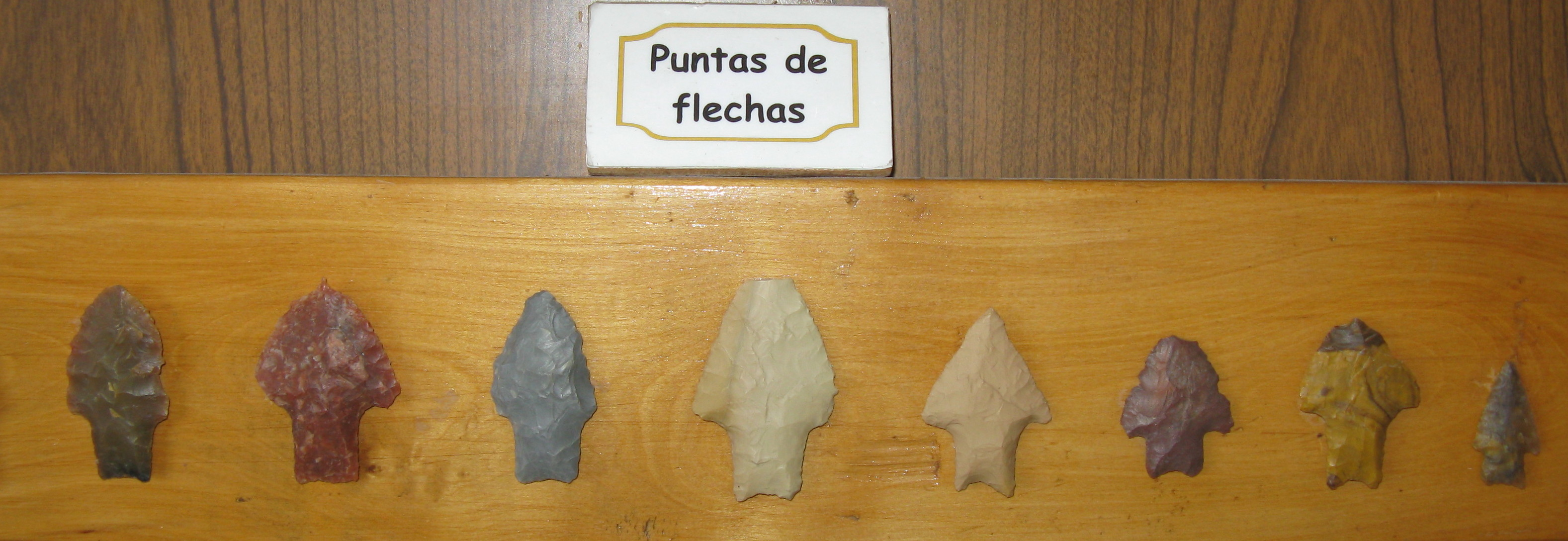
Pointes de flèches datant d'il y a plus de 10.000 ans.

- Par ailleurs, la Cueva de las Manos près de la ville de Perito Moreno, offre de belles peintures rupestres préhistoriques bien conservées, et sises dans des grottes se trouvant près du Río Pinturas.

## Économie

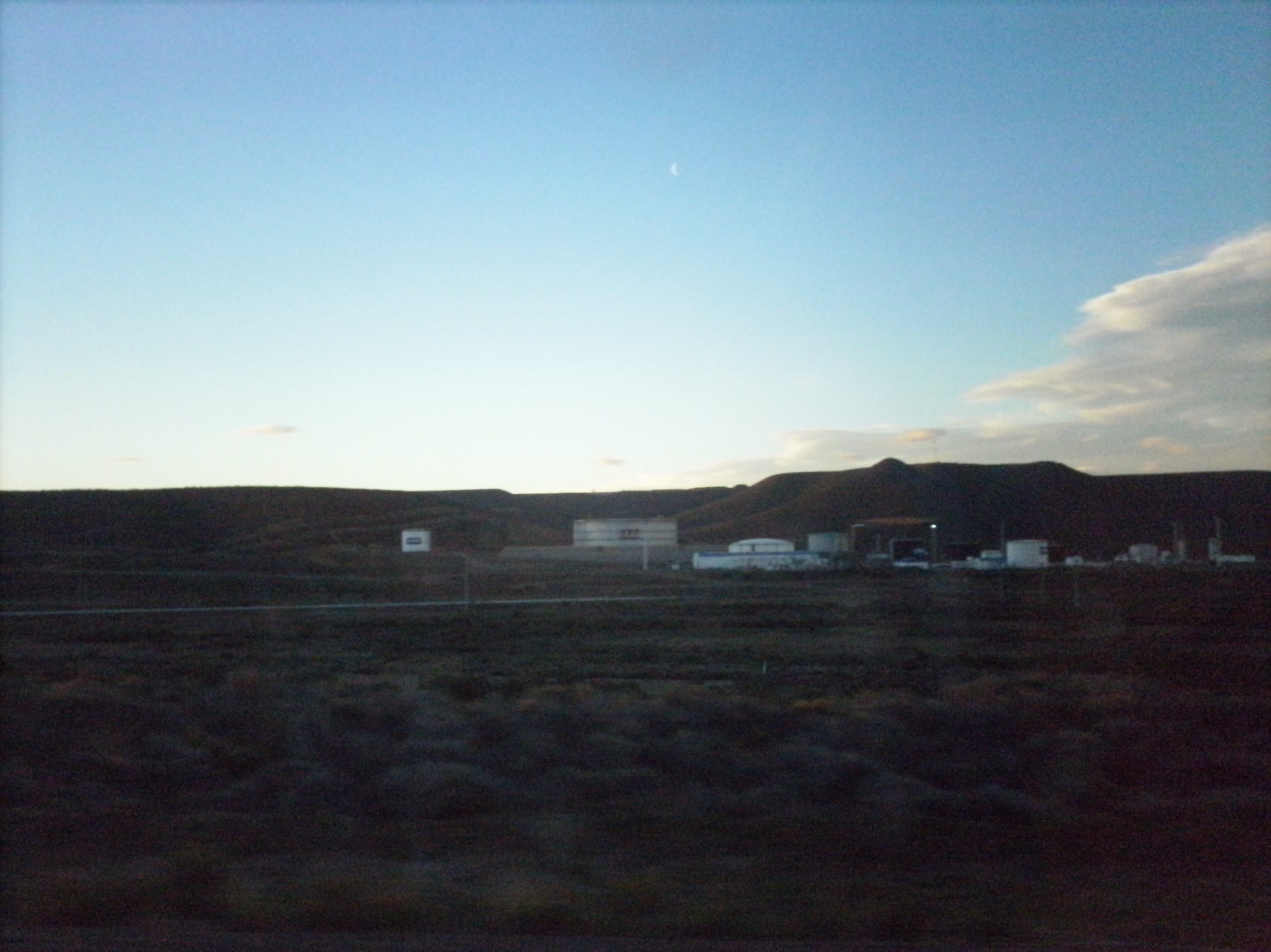
Réservoirs de brut dans la zone dite Cañadón Seco, une dizaine de km au sud-ouest de Caleta Olivia.

La province de Santa Cruz est une province riche surtout grâce aux hydrocarbures. Son économie se base avant tout sur l'extraction du pétrole et du gaz naturel. Ce secteur concentrait en 2005 quelque 50 % de l'activité économique provinciale totale. La province possède d'importantes réserves naturelles, et la demande est soutenue en 2011.
Comme autre activité extractive, il faut mentionner l'exploitation de l'or dans la mine de Cerro Vanguardia, et d'or et d'argent dans la mine de Manantial Espejo. Traditionnellement, le charbon constituait la principale industrie extractive de la province (houille) dans les mines de Río Turbio. On extrait aussi du kaolin dans la région de Puerto San Julián, ainsi que du sel (sel commun = chlorure de sodium et sulfate de sodium) pour l'usage domestique.
La pêche commerciale a connu une chute entre 1993 et 1997. Mais les prises restent abondantes dans les eaux bien poissonneuses de la mer argentine. On capture notamment le merlu argentin, la langoustine, la courbine et le calamar. En outre la province possède un secteur industriel basé sur le traitement du poisson (conserveries) et de ses dérivés.

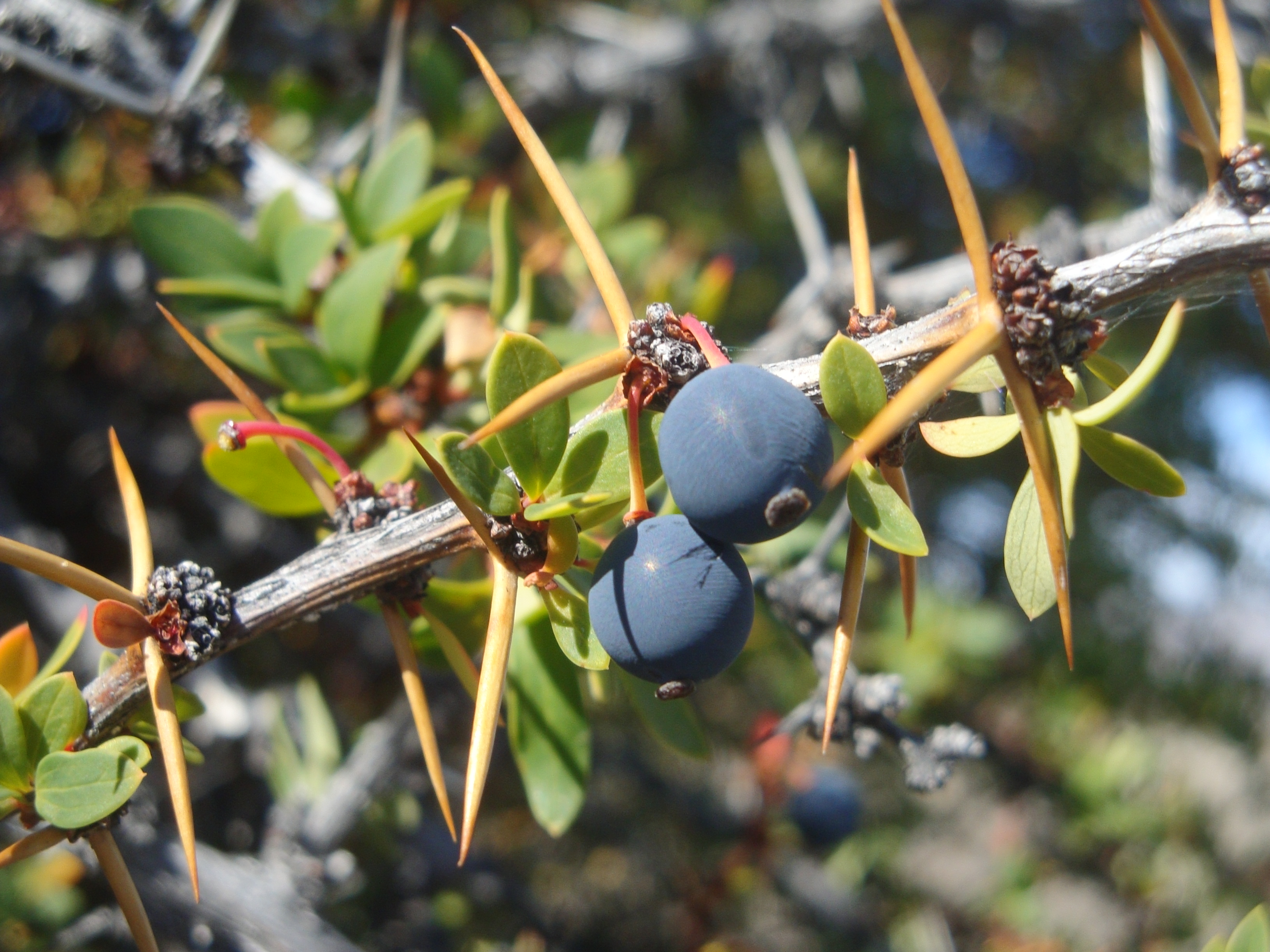
Fruit du calafate (Berberis buxifolia).

Un autre secteur caractéristique de la région est l'élevage des ovins.
Les conditions climatiques sont peu favorables à l'agriculture traditionnelle. Cependant, au pied des Andes, la province développe d'intéressantes productions de fruits (cerise, framboise, calafate, fraise, pomme etc).
La province de Santa Cruz se veut pionnière au niveau mondial pour l'utilisation d'énergies alternatives renouvelables. En ce début de XXIe siècle, des perspectives très favorables pour les énergies propres sont offertes par les vents puissants et constants qui soufflent d'ouest en est sur la plus grande partie de la Patagonie et surtout de cette province. Si bien que les perspectives de développement de la production d'énergie d'origine éolienne sont considérables.
Un autre point fort de l'économie de la région est le tourisme, et notamment dans les Andes, le tourisme dit d'aventure qui s'est fort développé dès la fin du XXe siècle.

### Energie marémotrice
La grande amplitude des marées, principalement dans les rías et estuaires de la côte atlantique, présente un grand potentiel pour l'obtention d'énergie marémotrice.
En décembre 2014, Y-Tec (entreprise créée par YPF et le Conicet) a annoncé qu'elle placerait deux bouées pour mesurer le potentiel énergétique marémoteur de la mer argentine, afin de générer de l'énergie renouvelable. L'une d'entre elles fut ainsi placée dans l'estuaire du río Gallegos, et l'autre dans l'extrémité orientale du détroit de Magellan (dans les eaux argentines). La première bouée fut placée en décembre 2004 dans l'estuaire précité;

## Tourisme
Les Andes de Patagonie présentent de superbes paysages, entre autres dans la région des lacs Argentino et Viedma, où a été créé le Parc National des Glaciers, comprenant une grosse partie des deux lacs ainsi que d'imposants glaciers situés vers la frontière Chilienne. Le lac Argentino est renommé pour ses énormes glaciers plongeant directement dans ses eaux, le glacier Perito Moreno et le glacier d'Upsala. Il attire ainsi bien des touristes. Près d'El Calafate, petite ville située sur sa rive sud, il y a un aéroport qui relie la région avec Buenos Aires et Trelew.
Mais ces destinations de renommée mondiale ne sont qu'une partie du très important potentiel de la province.
À quelque 200 kilomètres au nord d'El Calafate se trouve le village d'El Chaltén, au pied du Cerro Torre et du Fitz Roy. Encore peu développée la localité d'El Chaltén sert de base de choix pour différentes routes de trekking, incluant des excursions et promenades sur le glacier Viedma.
Six cents kilomètres au nord d'El Chaltén, par la route nationale 40, la Cueva de las Manos près de la ville de Perito Moreno, offre aux touristes encore rares les peintures rupestres préhistoriques des grottes situées près du Río Pinturas.
Le parc national Perito Moreno avec ses lacs, au nord du parc Los Glaciares, est rarement visité et fort mal connu.
Outre le trekking, les sports pratiqués dans la partie occidentale de la province sont la pêche, le rafting et l'escalade. Les sports d'hiver se pratiquent également, notamment dans la jeune localité de Julia Dufour (pistes de ski), ainsi qu'à Los Antiguos au sud du lac Buenos Aires.
À l'est sur la façade atlantique, la route nationale 3 suit la ligne côtière. Plusieurs bus relient les différentes villes de la côte, et prennent des passagers soit vers le nord, soit vers le sud jusqu'à la Terre de Feu, Antarctique et Îles de l'Atlantique Sud. Au nord on peut aller jusqu'au Chubut et à Buenos Aires. 

Les endroits les plus visités dans cette vaste zone sont les villes de Río Gallegos, le parc national des Bois Pétrifiés et la dépression de la Laguna del Carbón près de Puerto San Julián.
En octobre 2004, un nouveau parc national a été organisé à quelques kilomètres de la ville de Río Gallegos : le parc national Monte León. Il est destiné à préserver un échantillon représentatif de la biodiversité côtière de la Patagonie argentine, en bon état de conservation, avec en plus des sites de grande valeur paléontologique.

### Tourisme écologique
- Parc national Los Glaciares qui fait partie du Patrimoine mondial de l'UNESCO.
- Parc national Perito Moreno
- Parc national Patagonia
- Parc national Monte León
- Parc national Bosques Petrificados de Jaramillo
- Réserve provinciale Laguna Azul
- Réserve provinciale Cabo Blanco
- Réserve naturelle provinciale Ría Deseado
- Réserve Laguna Los Escarchados, lieu de la découverte du Grèbe mitré (Podiceps gallardoi), à 50 km à l'est d'El Calafate
- Puerto San Julián, sa baie et sa péninsule, dotés d'une riche faune marine, ainsi que sa cascade d'eau salée.
- Isla Pingüino
- Meseta du lac Strobel
- Punta Bandera
- Pointe Dungeness
- Cap Virgenes, y compris la Reserva natural Cabo Vírgenes

### Tourisme culturel
- Cueva de las Manos qui fait partie du Patrimoine mondial de l'UNESCO.
- Laguna del Carbón et ses dinosaures fossiles
- Cueva del Gualicho, grotte avec peintures rupestres préhistoriques, située à 8 km. d'El Calafate.

### Tourisme d'aventure

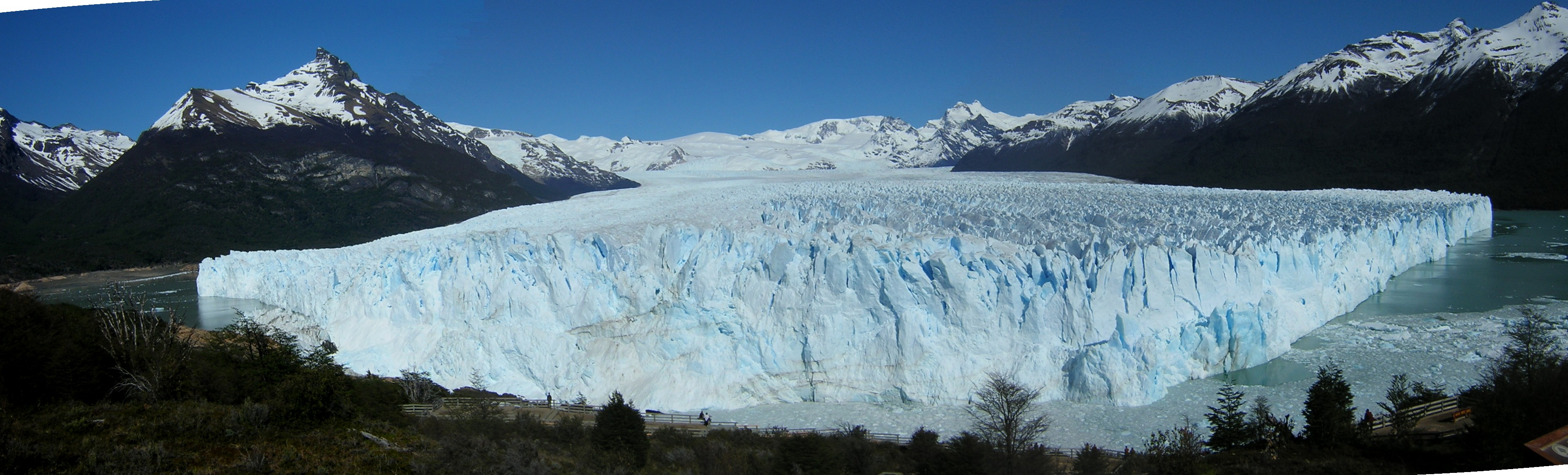
Le glacier Perito Moreno plongeant dans le lac Argentino. Le front du glacier fait 5000 mètres de longueur, sa hauteur est de 170 mètres dont 74 mètres sont émergés. Il avance d'environ deux mètres par jour (700 mètres par an). Il n'est pas en recul.

- Glacier Perito Moreno
- Mont Fitz Roy
- Glacier d'Upsala
- Glacier Spegazzini
- Bahía Onelli
- Lac Argentino
- Lac Buenos Aires
- Lac San Martín
- Lac Viedma
- Lac Cardiel
- Lac del Desierto
- Güer Aike
- Veintiocho de Noviembre
- Gobernador Gregores

### Tourisme sportif ou de repos
- Julia Dufour, station de sports d'hiver récente, située à l'extrême sud-ouest de la province.
- Río Turbio et les pistes de ski de Julia Dufour
- Caleta Olivia au climat remarquablement doux, possède une plage ensoleillée où l'on peut profiter de l'air chaud et pur tout l'été.
- Los Antiguos
- El Calafate près de la rive sud du lac Argentino sa notoriété au fait d'être la porte d'accès du parc national Los Glaciares (avec ses environs de grande importance touristique comme le glacier Perito Moreno ou le mont Fitz Roy).
- Tres Lagos, avec son complexe sportif, à 45 km à l'est du lac Viedma

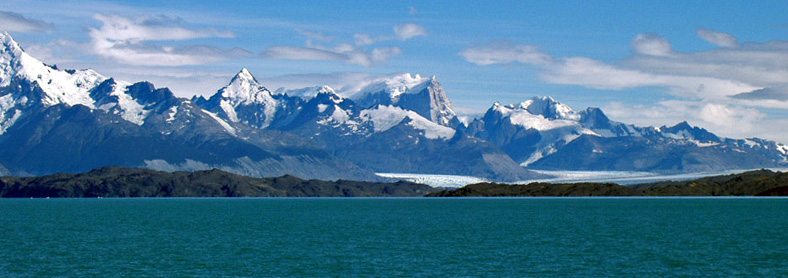
Vue des Andes depuis les plaines du parc national Los Glaciares.

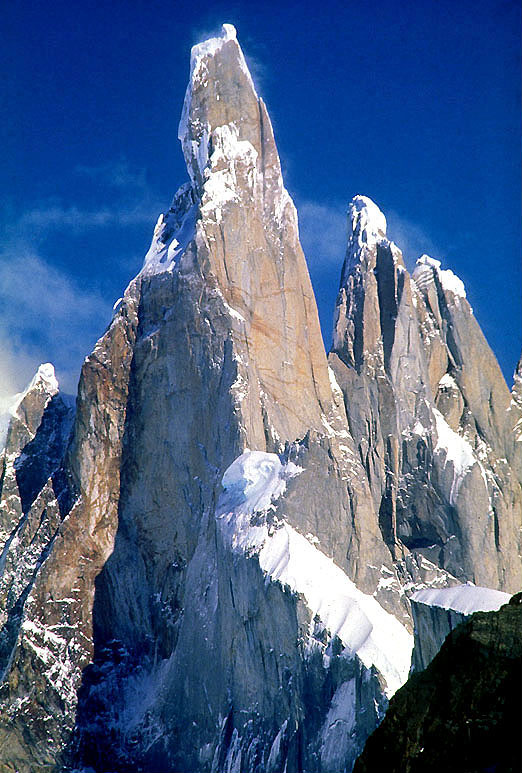
Vue du Cerro Torre au sein du Parc national Los Glaciares.

- El Chaltén
- Et bien d'autres sites encore...